# Plecia pullata
Plecia pullata är en tvåvingeart som beskrevs av Hardy 1949. Plecia pullata ingår i släktet Plecia och familjen hårmyggor. Inga underarter finns listade i Catalogue of Life.